# 2000 Guinées Irlandaises
Ne doit pas être confondu avec 2000 Guinées.
Groupe I
Les 2 000 Guinées Irlandaises (en anglais Irish 2000 Guineas) sont une course hippique de plat se déroulant au mois de mai à The Curragh, en Irlande.
C'est une course de Groupe I, réservée aux poulains et pouliches de 3 ans (hongres exclus), dont La première édition remonte à 1921. C'est l'équivalent irlandais des 2000 guinées anglaises et de la Poule d'Essai des Poulains française. Bien que la course leur est ouverte, les pouliches ne se présentent que très rarement au départ des 2000 Guinées, préférant s'affronter entre elles dans les 1000 Guinées. Une seule pouliche a inscrit son nom au palmarès, la grande Triptych en 1985.
Elle se court sur la distance de 1 600 mètres. L'allocation s'élève à 460 000 €.

## Palmarès depuis 1984
| Année | Vainqueur         | Pays        | Père               | Jockey           | Entraîneur          | Propriétaire                     | Deuxième          | Troisième          | Temps   |
| ----- | ----------------- | ----------- | ------------------ | ---------------- | ------------------- | -------------------------------- | ----------------- | ------------------ | ------- |
| 2025  | Field of Gold     | Royaume-Uni | Kingman            | Colin Keane      | John & Thady Gosden | Juddmonte Farms                  | Cosmic Year       | Hotazhell          | 1'36"58 |
| 2024  | Rosallion         | Royaume-Uni | Blue Point         | Sean Levey       | Richard Hannon      | Cheikh M. Obaid Al Maktoum       | Haatem            | River Tiber        | 1'39"20 |
| 2023  | Paddington        | Irlande     | Siyouni            | Ryan Moore       | Aidan O'Brien       | Coolmore                         | Cairo             | Hi Royal           | 1'40"80 |
| 2022  | Native Trail      | Royaume-Uni | Oasis Dream        | William Buick    | Charlie Appleby     | Godolphin                        | New Energy        | Imperial Fighter   | 1'39"28 |
| 2021  | Mac Swiney        | Irlande     | New Approach       | Rory Cleary      | Jim Bolger          | Jackie Bolger                    | Poetic Flare      | Van Gogh           | 1'41"32 |
| 2020  | Siskin            | Irlande     | First Defence      | Colin T. Keane   | Ger Lyons           | Khalid Abdullah                  | Vatican City      | Lope Y Fernandez   | 1'38"49 |
| 2019  | Phoenix of Spain  | Royaume-Uni | Lope de Vega       | Jamie Spencer    | Charles Hills       | Tony Wechsler & Ann Plummer      | Too Darn Hot      | Decrypt            | 1'36"52 |
| 2018  | Romanised         | Irlande     | Holy Roman Emperor | Shane Foley      | Ken Gordon          | Robert Ng                        | U S Navy Flag     | Gustav Klimt       | 1'38"93 |
| 2017  | Churchill         | Irlande     | Galileo            | Ryan Moore       | Aidan O'Brien       | D.Smith, M.Tabor & S.Magnier     | Thunder Snow      | Exultant           | 1'40"46 |
| 2016  | Awtaad            | Irlande     | Cape Cross         | Chris Hayes      | Kevin Prendergast   | Hamdam Al Maktoum                | Galileo Gold      | Blue de Vega       | 1'45"26 |
| 2015  | Gleneagles        | Irlande     | Galileo            | Ryan Moore       | Aidan O'Brien       | D.Smith, M.Tabor & S.Magnier     | Endless Drama     | Ivawood            | 1'39"30 |
| 2014  | Kingman           | Royaume-Uni | Invincible Spirit  | James Doyle      | John Gosden         | Khalid Abdullah                  | Shifting Power    | Mustajeeb          | 1'47"29 |
| 2013  | Magician          | Irlande     | Galileo            | Joseph O'Brien   | Aidan O'Brien       | D.Smith, M.Tabor & S.Magnier     | Gale Force Ten    | Trading Leather    | 1'36"81 |
| 2012  | Power             | Irlande     | Oasis Dream        | Joseph O'Brien   | Aidan O'Brien       | D.Smith, M.Tabor & S.Magnier     | Foxtrot Romeo     | Reply              | 1'39"04 |
| 2011  | Roderic O'Connor  | Irlande     | Galileo            | Joseph O'Brien   | Aidan O'Brien       | D.Smith, M.Tabor & S.Magnier     | Dubawi Gold       | Oracle             | 1'37"88 |
| 2010  | Canford Cliffs    | Royaume-Uni | Tagula             | Richard Hughes   | Richard Hannon      | Heffer Syndicate                 | Free Judgement    | Viscount Nelson    | 1'37"64 |
| 2009  | Mastercraftsman   | Irlande     | Danehill Dancer    | Johnny Murtagh   | Aidan O'Brien       | D.Smith, M.Tabor & S.Magnier     | Rayeni            | Soul City          | 1'48"20 |
| 2008  | Henrythenavigator | Irlande     | Kingmambo          | Johnny Murtagh   | Aidan O'Brien       | Sue Magnier                      | New Approach      | Stubbs Art         | 1'39"60 |
| 2007  | Cockney Rebel     | Royaume-Uni | Val Royal          | Olivier Peslier  | Geoff Huffer        | Phil Cunningham                  | Creachadoir       | He's A Decoy       | 1'36"10 |
| 2006  | Araafa            | Royaume-Uni | Mull of Kintyre    | Alan Munro       | Jeremy Noseda       | Saleh Al Homaizi & Imad Al Sagar | George Washington | Decado             | 1'49"80 |
| 2005  | Dubawi            | Royaume-Uni | Dubai Millennium   | Frankie Dettori  | Saeed Bin Suroor    | Godolphin                        | Oratorio          | Democratic Deficit | 1'41"60 |
| 2004  | Bachelor Duke     | Royaume-Uni | Miswaki            | Seb Sanders      | James Toller        | Succession Duc de Devonshire     | Azamour           | Grey Swallow       | 1'40"00 |
| 2003  | Indian Haven      | Royaume-Uni | Indian Ridge       | John Egan        | Paul D'Arcy         | P. Gleeson, J. Smith, L. Conway  | France            | Tout Seul          | 1'41"50 |
| 2002  | Rock of Gibraltar | Irlande     | Danehill           | Michael Kinane   | Aidan O'Brien       | Sir Alex Ferguson & Sue Magnier  | Century City      | Della Francesca    | 1'47"30 |
| 2001  | Black Minnaloushe | Irlande     | Storm Cat          | Johnny Murtagh   | Aidan O'Brien       | Sue Magnier                      | Mozart            | Minardi            | 1'41"40 |
| 2000  | Bachir            | Royaume-Uni | Desert Style       | Frankie Dettori  | Saeed Bin Suroor    | Godolphin                        | Giant's Causeway  | Cape Town          | 1'39"80 |
| 1999  | Saffron Walden    | Irlande     | Sadler's Wells     | Olivier Peslier  | Aidan O'Brien       | Sue Magnier                      | Enrique           | Orpen              | 1'38"10 |
| 1998  | Desert Prince     | Royaume-Uni | Green Desert       | Olivier Peslier  | David Loder         | Lucayan Stud                     | Fa-Eq             | Second Empire      | 1'35"80 |
| 1997  | Desert King       | Irlande     | Danehill           | Christy Roche    | Aidan O'Brien       | Michael Tabor                    | Verglas           | Romanov            | 1'38"30 |
| 1996  | Spinning World    | France      | Nureyev            | Cash Asmussen    | Jonathan Pease      | Stavros Niarchos                 | Rainbow Blues     | Beauchamp King     | 1'38"80 |
| 1995  | Spectrum          | Royaume-Uni | Rainbow Quest      | John A. Reid     | Peter Chapple-Hyam  | Lord Weinstock                   | Adjareli          | Bahri              | 1'40"30 |
| 1994  | Turtle Island     | Royaume-Uni | Fairy King         | John A. Reid     | Peter Chapple-Hyam  | Robert Sangster                  | Guided Tour       | Ridgewood Ben      | 1'50"10 |
| 1993  | Barathea          | Royaume-Uni | Sadler's Wells     | Michael Roberts  | Luca Cumani         | Cheikh Mohammed                  | Fatherland        | Massyar            | 1'43"00 |
| 1992  | Rodrigo de Triano | Royaume-Uni | El Gran Señor      | Lester Piggott   | Peter Chapple-Hyam  | Robert Sangster                  | Ezzoud            | Brief Truce        | 1'41"70 |
| 1991  | Fourstars Allstar | Irlande     | Compliance         | Mike Smith       | Leo O'Brien         | Richard Bomze & Philip DiLeo     | Star of Gdansk    | Lycius             | 1'38"60 |
| 1990  | Tirol             | Royaume-Uni | Thatching          | Pat Eddery       | Richard Hannon      | John Horgan                      | Royal Academy     | Lotus Pool         | 1'39"20 |
| 1989  | Shaadi            | Royaume-Uni | Danzig             | Walter Swinburn  | Michael Stoute      | Cheikh Mohammed                  | Great Commotion   | Distant Relative   | 1'37"50 |
| 1988  | Prince of Birds   | Irlande     | Storm Bird         | Declan Gillespie | Vincent O'Brien     | Robert Sangster                  | Caerwent          | Intimidate         | 1'39"00 |
| 1987  | Don't Forget Me   | Royaume-Uni | Ahonoora           | Willie Carson    | Richard Hannon      | James Horgan                     | Entitled          | Stately Don        | 1'38"00 |
| 1986  | Flash of Steel    | Irlande     | Kris               | Michael Kinane   | Dermot Weld         | Bertram Firestone                | Mr. John          | Sharrood           | 1'53"40 |
| 1985  | Triptych          | France      | Riverman           | Christy Roche    | David O'Brien       | Alan Clore                       | Celestial Bounty  | Sun Valley         | 1'42"10 |
| 1984  | Sadler's Wells    | Irlande     | Northern Dancer    | George McGrath   | Vincent O'Brien     | Robert Sangster                  | Procida           | Secreto            | 1'38"20 |

## Vainqueurs précédents
- 1921 - Soldennis
- 1922 - Spike Island
- 1923 - Soldumeno
- 1924 - Grand Joy
- 1925 - St. Donagh
- 1926 - Embargo
- 1927 - Fourth Hand
- 1928 - Baytown
- 1929 - Salisbury
- 1930 - Glannarg
- 1931 - Double Arch
- 1932 - Lindley
- 1933 - Canteener
- 1934 - Cariff
- 1935 - Museum
- 1936 - Hocus Pocus
- 1937 - Phideas
- 1938 - Nearchus
- 1939 - Cornfield
- 1940 - Teasel
- 1941 - Khosro
- 1942 - Windsor Slipper
- 1943 - The Phoenix
- 1944 - Good Morning / Slide On
- 1945 - Stalino
- 1946 - Claro
- 1947 - Grand Weather
- 1948 - Beau Sabreur
- 1949 - Solonaway
- 1950 - Mighty Ocean
- 1951 - Signal Box
- 1952 - D. C. M.
- 1953 - Sea Charger
- 1954 - Arctic Wind
- 1955 - Hugh Lupus
- 1956 - Lucero
- 1957 - Jack Ketch
- 1958 - Hard Ridden
- 1959 - El Toro
- 1960 - Kythnos
- 1961 - Light Year
- 1962 - Arctic Storm
- 1963 - Linacre
- 1964 - Santa Claus
- 1965 - Green Banner
- 1966 - Paveh
- 1967 - Atherstone Wood
- 1968 - Mistigo
- 1969 - Right Tack
- 1970 - Decies
- 1971 - King's Company
- 1972 - Ballymore
- 1973 - Sharp Edge
- 1974 - Furry Glen
- 1975 - Grundy
- 1976 - Northern Treasure
- 1977 - Pampapaul
- 1978 - Jaazeiro
- 1979 - Dickens Hill
- 1980 - Nikoli
- 1981 - Kings Lake
- 1982 - Dara Monarch
- 1983 - Wassl